# Icke-våld

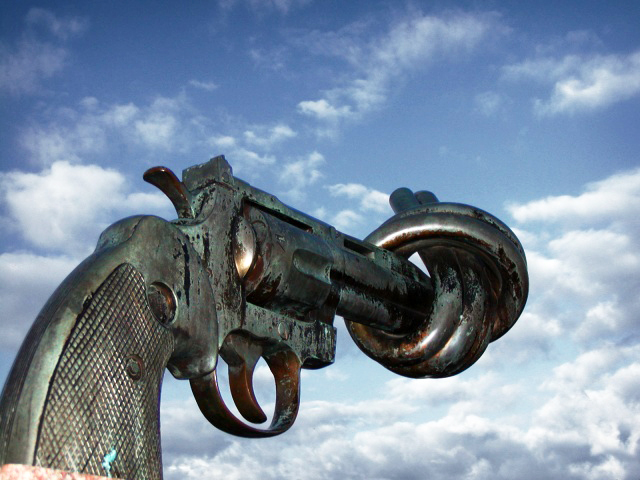
Skulpturen "Ickevåld" av Carl Fredrik Reuterswärd.

Icke-våld är en politisk metod samt ett principiellt synsätt på hur handlande bör gå till. Icke-våld är oftast mer än bara avståndstagande från våld. Då handlar det om aktiva metoder för att i direkta situationer motverka våld men också tankar kring hur man skapar en värld fri från våld. Civil olydnadsorganisationer använder sig av icke-våldsmetoder.

## Icke-våldets historia
Mahatma Gandhi lanserade icke-våld utifrån hindubegreppet ahimsa som betyder "utan våld". Gandhi ställde icke-våldet mot våld och krig som politisk metod. För honom var icke-våld ett ingripande, och begreppet vänder sig därför också mot passiva protester samt mot pacifismens vägran. Att vägra delta i våld som pacifismen föreslår – exempelvis genom vapenvägran eller militärskattevägran – är otillräckligt menade Gandhi. Man måste dessutom konfrontera våldet och ingripa vid förtryck.
Gandhi uteslöt sabotage från icke-våld. Plogbillsrörelsen har dock inkluderat avrustning och desarmering av vapen i icke-våld.
Civil olydnad och det konstruktiva programmet ses av Gandhi som två nödvändiga och sammanvävda delar av icke-våld. Sedan 2005 har bland annat Vin & Fikonträdsplanterarna utvecklat vad de kallar postprotest och proaktivt icke-våld där de använder det konstruktiva programmet som sin civila olydnad samtidigt som de avstår från protest och negativa budskap. Civil olydnad ska alltså börja lösa problemet hellre än att vara emot vad som är fel.
Gandhi menade att man behöver längre träning för icke-våld än en soldat behöver för att delta i krig. Icke-våldsträning har därför blivit en central metod inom icke-våldsrörelsen jämte civil olydnad, konflikthantering och kollektivt boende tillsammans med fattiga och förtryckta.